# سطاجير
سطاجير هو فيلم كوميدي تلفزي مغربي من إخراج وبطولة عبد الله فركوس سنة 2015، إضافة إلى كل من محمد الأثير، عبد الصمد مفتاح الخير، نور الدين بكر، وسيلة صبحي، مريم أجدو، وآخرون.

## القصة
يضطر كريم للعودة للتدريب بمكتب أحد المحامين، ليكتسب فيه بعض الخبرة كي يتمكن من مساعدة زوجته التي دخلت في صراع على ممتلكاتها.

## روابط خارجية
- فيلم سطاجير على قاعدة بيانات الأفلام العربية